# Isocanace sinensis
Isocanace sinensis är en tvåvingeart som först beskrevs av Wirth 1951.  Isocanace sinensis ingår i släktet Isocanace och familjen Canacidae. Inga underarter finns listade i Catalogue of Life.